# 長万部町立病院
 長万部町立病院（おしゃまんべちょうりうびょういん）は、北海道山越郡長万部町にある病院（市区町村立病院）。

## 沿革
- 1982年（昭和57年）：「長万部町立病院」として診療開始
- 2008年（平成21年）：眼科外来診療開始（担当：吉田眼科病院）
- 年月日不明　「救急告示病院」、「療養型病床群併設病院」に指定
- 2019年（令和元年）：厚生労働省による再編･統合の検討が必要だと判断した424病院に指定
- 2020年（令和2年）：整形外科外来診療開始（担当：函館中央病院）、コロナ禍における発熱者専門外来を開設。

## 診療科
- 内科
- 外科
- 小児科
- 眼科
- 整形外科

## アクセス
- JR北海道 長万部駅から車で約3分、徒歩約4分
- 函館バス「長万部駅前」バス停下車
- 駐車場無料：30台

## その他
- 「地域災害医療センター」は長万部町内に存在しない。隣町の八雲総合病院内にある。
- 週二日、札幌市から小児科医師が非常勤として診療に当たっている。